# Lenggahjaya
Lenggahjaya is een bestuurslaag in het regentschap Bekasi van de provincie West-Java, Indonesië. Lenggahjaya telt 4173 inwoners (volkstelling 2010).